# Coppa Italia Lega Pro 2016-2017
La Coppa Italia Lega Pro 2016-2017 è una competizione di calcio italiana a cui partecipano le 60 squadre iscritte al campionato di Lega Pro 2016-2017. È iniziata il 7 agosto 2016 per concludersi il 26 aprile 2017.

## Formula
Vengono ammesse alla competizione le squadre che risultano regolarmente iscritte al campionato unico di Lega Pro 2016-2017 al 4 agosto 2016. La competizione si divide nelle seguenti fasi:
- Fase eliminatoria a gironi: vi partecipano le 33 squadre che non hanno partecipato alla Coppa Italia maggiore. Le squadre sono suddivise in 11 gironi da tre squadre (con gare di sola andata). La vincente di ogni girone si qualifica per la fase finale.
- Fase finale: vi partecipano 38 squadre: le 27 ammesse di diritto (in quanto partecipanti anche alla Coppa Italia maggiore) e le 11 vincitrici degli altrettanti gironi della fase eliminatoria. Si svolge secondo la formula dell'eliminazione diretta, con un tabellone predeterminato su accoppiamenti guidati dal criterio di vicinanza geografica.
  - Primo turno: viene disputato solo da 12 delle 38 squadre, che si affrontano in 6 partite di sola andata per ridurre il numero delle partecipanti da 38 a 32; il fattore campo è determinato per sorteggio.
  - Sedicesimi di finale: sono disputati dalle 6 vincenti del primo turno e dalle 26 che non hanno disputato il primo turno; si giocano 16 partite di sola andata, con fattore campo determinato per sorteggio.
  - Ottavi e quarti di finale: le squadre rimaste si affrontano in partite di sola andata. La squadra ospitante viene determinata per sorteggio.
  - Semifinali e finale: le squadre si affrontano in partite di andata e ritorno. La squadra ospitante la partita di andata viene determinata per sorteggio.

## Fase eliminatoria a gironi

### Girone A
| Squadra       | P.ti | G | V | N | P | GF | GS | DR |
| ------------- | ---- | - | - | - | - | -- | -- | -- |
| Giana Erminio | 6    | 2 | 2 | 0 | 0 | 5  | 0  | +5 |
| Lumezzane     | 3    | 2 | 1 | 0 | 1 | 2  | 2  | 0  |
| Renate        | 0    | 2 | 0 | 0 | 2 | 0  | 5  | -5 |

| Arbitro: | Lorenzin (Castelfranco Veneto) |

|                                          |           |  |
| Bruno 43’ (rig.) Okyere 60’ Greselin 89’ | Marcatori |  |

| Arbitro: | D'Ascanio (Ancona) |

|  |           |                                 |
|  | Marcatori | 56’ Varas Marcillo 60’ Leonetti |

| Arbitro: | Garofalo (Torre del Greco) |

|  |           |                           |
|  | Marcatori | 25’ Marotta 52’ Chiarello |

### Girone B
| Squadra      | P.ti | G | V | N | P | GF | GS | DR |
| ------------ | ---- | - | - | - | - | -- | -- | -- |
| Pro Piacenza | 4    | 2 | 1 | 1 | 0 | 2  | 1  | +1 |
| Parma        | 3    | 2 | 1 | 0 | 1 | 3  | 3  | 0  |
| Piacenza     | 1    | 2 | 0 | 1 | 1 | 1  | 2  | -1 |

| Arbitro: | Gariglio (Pinerolo) |

|                       |           |              |
| Evacuo 70’ Guazzo 88’ | Marcatori | 64’ Razzitti |

| Piacenza 13 agosto 2016, ore 18:00 CEST 2ª giornata | Piacenza       | 0 – 0 referto | Pro Piacenza | Leonardo Garilli\| Arbitro: \| Cudini (Fermo) \| |
| Arbitro:                                            | Cudini (Fermo) |               |              |                                                  |

| Arbitro: | Vigile (Cosenza) |

|                         |           |                   |
| Pesenti 26’ Piana 90+2’ | Marcatori | 28’ (rig.) Calaiò |

### Girone C
| Squadra       | P.ti | G | V | N | P | GF | GS | DR |
| ------------- | ---- | - | - | - | - | -- | -- | -- |
| Venezia       | 4    | 2 | 1 | 1 | 0 | 3  | 2  | +1 |
| Santarcangelo | 2    | 2 | 0 | 2 | 0 | 2  | 2  | 0  |
| Mantova       | 1    | 2 | 0 | 1 | 1 | 0  | 1  | -1 |

| Mantova 7 agosto 2016, ore 17:30 CEST 1ª giornata | Mantova              | 0 – 0 referto | Santarcangelo | Danilo Martelli\| Arbitro: \| Meraviglia (Pistoia) \| |
| Arbitro:                                          | Meraviglia (Pistoia) |               |               |                                                       |

| Arbitro: | Marini (Trieste) |

|               |           |  |
| Pederzoli 54’ | Marcatori |  |

| Arbitro: | Natilla (Molfetta) |

|                             |           |                          |
| Valentini 51’ Cesaretti 63’ | Marcatori | 1’ Ferrari 68’ Pederzoli |

### Girone D
| Squadra   | P.ti | G | V | N | P | GF | GS | DR |
| --------- | ---- | - | - | - | - | -- | -- | -- |
| Prato     | 3    | 2 | 1 | 0 | 1 | 4  | 2  | +2 |
| Lucchese  | 3    | 2 | 1 | 0 | 1 | 2  | 2  | 0  |
| Pistoiese | 3    | 2 | 1 | 0 | 1 | 3  | 5  | -2 |

| Arbitro: | Bertani (Pisa) |

|                  |           |                       |
| Forte 90’ (rig.) | Marcatori | 24’ Rovini 42’ Varano |

| Arbitro: | Pashuku (Albano Laziale) |

|  |           |               |
|  | Marcatori | 90+4’ Terrani |

| Arbitro: | Guarnieri (Empoli) |

|            |           |                                        |
| Rovini 54’ | Marcatori | 9’ Antonini 26’ Romano 28’, 31’ Tavano |

### Girone E
| Squadra        | P.ti | G | V | N | P | GF | GS | DR |
| -------------- | ---- | - | - | - | - | -- | -- | -- |
| Viterbese      | 3    | 2 | 1 | 0 | 1 | 4  | 3  | +1 |
| Sambenedettese | 3    | 2 | 1 | 0 | 1 | 3  | 3  | 0  |
| Gubbio         | 3    | 2 | 1 | 0 | 1 | 3  | 4  | -1 |

| Arbitro: | Tursi (Valdarno) |

|                                 |           |             |
| Giacomarro 50’ Ferri Marini 66’ | Marcatori | 90’ Mancuso |

| Arbitro: | Carella (Bari) |

|                             |           |             |
| Di Filippo 82’ Pezzotti 88’ | Marcatori | 66’ Varutti |

| Arbitro: | Ayroldi (Molfetta) |

|                                  |           |             |
| Cuffa 8’ Neglia 46’ Sforzini 77’ | Marcatori | 30’ Lunetta |

### Girone F
| Squadra            | P.ti | G | V | N | P | GF | GS | DR |
| ------------------ | ---- | - | - | - | - | -- | -- | -- |
| Virtus Francavilla | 3    | 2 | 1 | 0 | 1 | 5  | 2  | +3 |
| Catanzaro          | 3    | 2 | 1 | 0 | 1 | 1  | 2  | -1 |
| Monopoli           | 3    | 2 | 1 | 0 | 1 | 3  | 5  | -2 |

| Arbitro: | De Santis (Lecce) |

|                          |           |  |
| Balestrero 66’ Gatto 82’ | Marcatori |  |

| Arbitro: | Amoroso (Paola) |

|             |           |  |
| Baccolo 10’ | Marcatori |  |

| Arbitro: | Robilotta (Sala Consilina) |

|                                                                |           |            |
| De Angelis 29’ Gallù 32’ Nzola 55’ Prezioso 62’ Alessandro 70’ | Marcatori | 7’ De Vito |

### Girone G
| Squadra  | P.ti | G | V | N | P | GF | GS | DR |
| -------- | ---- | - | - | - | - | -- | -- | -- |
| Catania  | 4    | 2 | 1 | 1 | 0 | 3  | 1  | +2 |
| Akragas  | 3    | 2 | 1 | 0 | 1 | 3  | 2  | +1 |
| Siracusa | 1    | 2 | 0 | 1 | 1 | 1  | 4  | -3 |

| Arbitro: | Capone (Palermo) |

|                            |           |  |
| Longo 8’, 45+1’ Zanini 84’ | Marcatori |  |

| Arbitro: | Pillitteri (Palermo) |

|                    |           |              |
| Catania 67’ (rig.) | Marcatori | 32’ Paolucci |

| Arbitro: | Nicoletti (Catanzaro) |

|                               |           |  |
| Calil 53’ Paolucci 80’ (rig.) | Marcatori |  |

### Girone H
| Squadra     | P.ti | G | V | N | P | GF | GS | DR |
| ----------- | ---- | - | - | - | - | -- | -- | -- |
| Fano        | 4    | 2 | 1 | 1 | 0 | 3  | 1  | +2 |
| AlbinoLeffe | 4    | 2 | 1 | 1 | 0 | 2  | 1  | +1 |
| Forlì       | 0    | 2 | 0 | 0 | 2 | 0  | 3  | -3 |

| Arbitro: | Zufferli (Udine) |

|  |           |                         |
|  | Marcatori | 29’ Cocuzza 30’ Bellemo |

| Arbitro: | Massimi (Termoli) |

|                     |           |  |
| Loviso 90+2’ (rig.) | Marcatori |  |

| Arbitro: | De Remigis (Teramo) |

|            |           |             |
| Lanini 44’ | Marcatori | 26’ Ravasio |

### Girone I
| Squadra     | P.ti | G | V | N | P | GF | GS | DR |
| ----------- | ---- | - | - | - | - | -- | -- | -- |
| Lupa Roma   | 4    | 2 | 1 | 1 | 0 | 3  | 2  | +1 |
| Olbia       | 4    | 2 | 1 | 1 | 0 | 2  | 1  | +1 |
| Racing Roma | 0    | 2 | 0 | 0 | 2 | 1  | 3  | -2 |

| Arbitro: | Provesi (Treviglio) |

|            |           |  |
| Geroni 64’ | Marcatori |  |

| Arbitro: | D'Apice (Arezzo) |

|               |           |                            |
| Calabrese 46’ | Marcatori | 21’ Mastropietro 77’ Iorio |

| Arbitro: | Andreini (Forlì) |

|             |           |            |
| Ventola 69’ | Marcatori | 80’ Geroni |

### Girone L
| Squadra | P.ti | G | V | N | P | GF | GS | DR |
| ------- | ---- | - | - | - | - | -- | -- | -- |
| Taranto | 3    | 2 | 1 | 0 | 1 | 3  | 3  | 0  |
| Fondi   | 3    | 2 | 1 | 0 | 1 | 3  | 3  | 0  |
| Melfi   | 3    | 2 | 1 | 0 | 1 | 3  | 3  | 0  |

| Arbitro: | De Tullio (Bari) |

|                   |           |             |
| Magnaghi 76’, 80’ | Marcatori | 73’ De Vena |

| Arbitro: | Valiante (Salerno) |

|                         |           |              |
| Foggia 68’ De Giosa 87’ | Marcatori | 73’ Albadoro |

| Arbitro: | Boggi (Salerno) |

|                               |           |            |
| D'Agostino 33’ Tiscione 90+4’ | Marcatori | 59’ Cardea |

### Girone M
| Squadra  | P.ti | G | V | N | P | GF | GS | DR |
| -------- | ---- | - | - | - | - | -- | -- | -- |
| Vibonese | 4    | 2 | 1 | 1 | 0 | 4  | 2  | +2 |
| Paganese | 3    | 2 | 1 | 0 | 1 | 1  | 2  | -1 |
| Reggina  | 1    | 2 | 0 | 1 | 1 | 2  | 3  | -1 |

| Arbitro: | Detta (Mantova) |

|  |           |                                  |
|  | Marcatori | 70’ (rig.) Saraniti 78’ Rossetti |

| Arbitro: | Luciano (Lamezia Terme) |

|              |           |  |
| Silvestri 7’ | Marcatori |  |

| Arbitro: | Curti (Milano) |

|                            |           |                                   |
| Chiavazzo 52’ Saraniti 63’ | Marcatori | 39’ Bangu 70’ (rig.) De Francesco |

## Fase a eliminazione diretta
Alla fase finale partecipano 38 società di cui 11 qualificate nella fase eliminatoria e le 27 che hanno partecipato alla Coppa Italia organizzata dalla Lega Nazionale Professionisti Serie A.

### Primo turno
| Squadra 1          | Risultato         | Squadra 2     |
| ------------------ | ----------------- | ------------- |
| 18 ottobre 2016    |                   |               |
| Pordenone          | 1 - 2 (dts)       | Südtirol      |
| 19 ottobre 2016    |                   |               |
| Pro Piacenza       | 1 - 4             | Giana Erminio |
| Prato              | 0 - 2             | Arezzo        |
| Foggia             | 4 - 1             | Juve Stabia   |
| Virtus Francavilla | 1 - 1 (5 - 6 dtr) | Lecce         |
| Messina            | 2 - 0             | Vibonese      |

| Arbitro: | Zanonato (Vicenza) |

|          |           |                         |
| Azzi 11’ | Marcatori | 68’ Spagnoli 116’ Tulli |

| Arbitro: | Tursi (Valdarno) |

|          |           |                                           |
| Bini 81’ | Marcatori | 3’ Sosio 23’ 63’ Bruno 76’ (rig.) Ferrari |

| Arbitro: | Meleleo (Casarano) |

|  |           |                          |
|  | Marcatori | 37’ Bearzotti 79’ Grossi |

| Arbitro: | Luciano (Lamezia Terme) |

|                                   |           |          |
| Padovan 18’, 76’ Chiricò 51’, 88’ | Marcatori | 55’ Lisi |

| Arbitro: | Valiante (Salerno) |

|                                                |                      |                                         |
| Idda 90’                                       | Marcatori            | 19’ Vutov                               |
| De Angelis Abruzzese Nzola Galdean Abate Gallù | Tiri di rigore 5 – 6 | Gomis Drudi Persano Conev Vutov Ciancio |

| Arbitro: | Vigile (Cosenza) |

|                       |           |  |
| Ferri 50’ Madonia 74’ | Marcatori |  |

### Sedicesimi di finale
| Squadra 1        | Risultato         | Squadra 2           |
| ---------------- | ----------------- | ------------------- |
| 1º novembre 2016 |                   |                     |
| Modena           | 0 - 3             | Reggiana            |
| Padova           | 2 - 1             | Bassano Virtus      |
| 2 novembre 2016  |                   |                     |
| Giana Erminio    | 3 - 1 (dts)       | Alessandria         |
| Como             | 1 - 0             | Cremonese           |
| Livorno          | 0 - 0 (3 - 4 dtr) | Carrarese           |
| Siena            | 2 - 0             | Viterbese Castrense |
| Teramo           | 4 - 3 (dts)       | Lupa Roma           |
| Taranto          | 1 - 1 (5 - 4 dtr) | Cosenza             |
| Messina          | 2 - 0             | Catania             |
| 8 novembre 2016  |                   |                     |
| Ancona           | 1 - 0             | Fano                |
| Südtirol         | 0 - 4             | Venezia             |
| 9 novembre 2016  |                   |                     |
| Maceratese       | 2 - 1             | Casertana           |
| Pontedera        | 3 - 1             | Feralpisalò         |
| Arezzo           | 1 - 1 (4 - 5 dtr) | Tuttocuoio          |
| Fidelis Andria   | 1 - 1 (4 - 5 dtr) | Foggia              |
| Matera           | 2 - 1             | Lecce               |

| Arbitro: | Detta (Mantova) |

|  |           |                                |
|  | Marcatori | 11’ Otín 19’ Mogos 60’ Falcone |

| Arbitro: | Sozza (Seregno) |

|                        |           |             |
| Fantacci 12’ Cisco 18’ | Marcatori | 68’ Bianchi |

| Arbitro: | Miele (Torino) |

|                           |           |                    |
| Perna 84’, 95’ Lella 100’ | Marcatori | 34’ (rig.) Marconi |

| Arbitro: | Lorenzin (Castelfranco Veneto) |

|                                        |                      |                                            |
| Borghese Cellini Luci Ferchichi Murilo | Tiri di rigore 3 – 4 | Del Nero Miracoli Marabese Torelli Bastoni |

| Arbitro: | Volpi (Arezzo) |

|                  |           |  |
| Madonia 28’, 79’ | Marcatori |  |

| Arbitro: | Garofalo (Torre del Greco) |

|                                          |                      |                                        |
| Stendardo 76’                            | Marcatori            | 90+3’ Statella                         |
| Cedric Bobb Boccadamo Balzano Balistreri | Tiri di rigore 5 – 4 | Baclet Statella Corsi Capece Cavallaro |

| Arbitro: | Zufferli (Udine) |

|                      |           |  |
| Firenze 2’ Šarić 11’ | Marcatori |  |

| Arbitro: | Provesi (Treviglio) |

|                      |           |  |
| Cortesi 90+1’ (rig.) | Marcatori |  |

| Arbitro: | Capraro (Cassino) |

|                                                     |           |                                        |
| Petermann 41’ (rig.) Croce 77’, 116’ Manganelli 97’ | Marcatori | 52’ Montesi 83’ Palomeque 100’ Ventola |

| Arbitro: | Guarnieri (Empoli) |

|             |           |  |
| Malerba 35’ | Marcatori |  |

| Arbitro: | Meraviglia (Pistoia) |

|  |           |                                                    |
|  | Marcatori | 9’ Malomo 25’ (aut.) Brugger 71’ Moreo 85’ Ferrari |

| Arbitro: | Cudini (Fermo) |

|                                           |           |          |
| Della Latta 28’ Risaliti 44’ Di Santo 71’ | Marcatori | 21’ Davi |

| Arbitro: | Marchetti (Ostia) |

|                                                           |                      |                                                     |
| Moscardelli 35’                                           | Marcatori            | 71’ Serinelli                                       |
| Moscardelli Erpen Rosseti Corradi Polidori Luciani Milesi | Tiri di rigore 3 – 4 | Siani Gelli Caciagli Masia Falivena Merkaj Lo Porto |

| Arbitro: | Pashaku (Albano Laziale) |

|                                |                      |                                        |
| Onescu 33’                     | Marcatori            | 72’ Chiricò                            |
| Rada Klaric Curcio Fall Annoni | Tiri di rigore 3 – 4 | Angelo Padovan Agazzi Riverola Chiricò |

| Arbitro: | De Tullio (Bari) |

|                            |           |                |
| Bangoura 6’ Allegretti 28’ | Marcatori | 52’ De Filippo |

| Arbitro: | Fiorini (Frosinone) |

|                                     |           |             |
| Iannini 23’ Strambelli 90+1’ (rig.) | Marcatori | 52’ Persano |

### Ottavi di finale
Si disputano in gara secca.
| Squadra 1        | Risultato         | Squadra 2     |
| ---------------- | ----------------- | ------------- |
| 16 novembre 2016 |                   |               |
| Como             | 1 - 0             | Giana Erminio |
| 22 novembre 2016 |                   |               |
| Venezia          | 1 - 1 (5 - 3 dtr) | Reggiana      |
| Ancona           | 2 - 1             | Maceratese    |
| 23 novembre 2016 |                   |               |
| Carrarese        | 0 - 1             | Padova        |
| Pontedera        | 1 - 3             | Tuttocuoio    |
| Teramo           | 2 - 0             | Siena         |
| Foggia           | 0 - 1             | Matera        |
| Taranto          | 1 - 0             | Messina       |

| Arbitro: | Pietropaolo (Modena) |

|             |           |  |
| Cortesi 37’ | Marcatori |  |

| Arbitro: | D'Apice (Arezzo) |

|                   |           |              |
| Gelonese 45’, 76’ | Marcatori | 72’ Gremizzi |

| Arbitro: | Maggioni (Lecco) |

|                              |                      |                          |
| Štulac 101’                  | Marcatori            | 115’ (rig.) Maltese      |
| Ferrari Moreo Marsura Štulac | Tiri di rigore 4 – 2 | Otín Mecca Giron Maltese |

| Arbitro: | Paterna (Teramo) |

|  |           |            |
|  | Marcatori | 12’ Gaiola |

| Arbitro: | Amabile (Vicenza) |

|                       |           |  |
| Croce 53’ (rig.), 83’ | Marcatori |  |

| Arbitro: | Camplone (Pescara) |

|  |           |              |
|  | Marcatori | 15’ Carretta |

| Arbitro: | Marchetti (Ostia) |

|              |           |  |
| Lo Sicco 39’ | Marcatori |  |

| Arbitro: | Schirru (Nichelino) |

|              |           |                                  |
| Risaliti 23’ | Marcatori | 28’ (rig.), 60’ Siani 38’ Merkaj |

### Quarti di finale
Si disputano in gara secca.
| Squadra 1        | Risultato         | Squadra 2 |
| ---------------- | ----------------- | --------- |
| 8 febbraio 2017  |                   |           |
| Como             | 1 - 2 (dts)       | Venezia   |
| Tuttocuoio       | 0 - 1             | Padova    |
| Teramo           | 1 - 1 (2 - 4 dtr) | Ancona    |
| 21 febbraio 2017 |                   |           |
| Taranto          | 0 - 1             | Matera    |

| Arbitro: | Maggioni (Lecco) |

|                                  |                      |                              |
| Sansovini 50’                    | Marcatori            | 28’ Frediani                 |
| Caidi Dipaolantonio Amadio Ilari | Tiri di rigore 2 – 4 | Bariti Mancini Agyei Momentè |

| Arbitro: | Perotti (Legnano) |

|  |           |              |
|  | Marcatori | 10’ De Cenco |

| Arbitro: | Schirru (Nichelino) |

|                |           |                   |
| Chinellato 84’ | Marcatori | 90’, 112’ Ferrari |

| Arbitro: | Balice (Termoli) |

|  |           |           |
|  | Marcatori | 15’ Negro |

### Semifinali
Si sono disputate tra il 22 febbraio, 1º marzo (le gare di andata) e l'8 marzo 2017 (le gare di ritorno).
| Squadra 1 | Totale | Squadra 2 | Andata | Ritorno |
| --------- | ------ | --------- | ------ | ------- |
| Padova    | 2 - 4  | Venezia   | 1 - 1  | 1 - 3   |
| Matera    | 3 - 2  | Ancona    | 1 - 0  | 2 - 2   |

#### Andata
| Arbitro: | Robilotta (Sala Consilina) |

|              |           |             |
| Mazzocco 36’ | Marcatori | 30’ Ferrari |

| Arbitro: | Dionisi (L'Aquila) |

|            |           |  |
| Casoli 75’ | Marcatori |  |

#### Ritorno
| Arbitro: | Mantelli (Brescia) |

|                     |           |                     |
| Ricci 11’ Zampa 27’ | Marcatori | 52’ Gigli 61’ Negro |

| Arbitro: | Guccini (Albano Laziale) |

|                                  |           |              |
| Fabiano 2’ Stulac 47’ Malomo 69’ | Marcatori | 60’ De Cenco |

### Finale
La finale si è disputata in gara doppia: 29 marzo (andata) e 26 aprile (ritorno) 2017.
| Squadra 1 | Totale | Squadra 2 | Andata | Ritorno |
| --------- | ------ | --------- | ------ | ------- |
| Matera    | 2 - 3  | Venezia   | 1 - 0  | 1 - 3   |

#### Andata
| Arbitro: | Pillitteri (Palermo) |

|           |           |  |
| Negro 44’ | Marcatori |  |

#### Ritorno
| Arbitro: | Fourneau (Roma 1) |

|                                   |           |                |
| Moreo 27’ Fabiano 34’ Ferrari 60’ | Marcatori | 58’ Strambelli |

## Statistiche

### Individuali

#### Classifica marcatori
| Gol | Rigori |  | Giocatore         | Squadra       |
| --- | ------ |  | ----------------- | ------------- |
| 6   |        |  | Nicola Ferrari    | Venezia       |
| 4   | 1      |  | Antonio Croce     | Teramo        |
| 3   | 1      |  | Salvatore Bruno   | Giana Erminio |
| 3   |        |  | Giuseppe Madonia  | Messina       |
| 3   |        |  | Cosimo Chiricò    | Foggia        |
| 3   |        |  | Maikol Negro      | Matera        |
| 2   | 1      |  | Matteo Cortesi    | Como          |
| 2   |        |  | Antonio Croce     | Teramo        |
| 2   |        |  | Caio De Cenco     | Padova        |
| 2   |        |  | Luca Gelonese     | Ancona        |
| 2   |        |  | Enrico Geroni     | Olbia         |
| 2   |        |  | Lorenzo Longo     | Akragas       |
| 2   |        |  | Simone Magnaghi   | Taranto       |
| 2   |        |  | Alessandro Malomo | Venezia       |
| 2   |        |  | Stefano Padovan   | Foggia        |
| 2   |        |  | Alex Pederzoli    | Venezia       |
| 2   |        |  | Emanuele Rovini   | Pistoiese     |
| 2   |        |  | Francesco Tavano  | Prato         |
| 2   | 1      |  | Michele Paolucci  | Catania       |
| 2   |        |  | Giacomo Risaliti  | Pontedera     |
| 2   | 1      |  | Andrea Saraniti   | Vibonese      |
| 2   | 1      |  | Giorgio Siani     | Tuttocuoio    |
| 2   |        |  | Gianni Fabiano    | Venezia       |
| 2   |        |  | Leo Štulac        | Venezia       |